# Shehzad Tanweer
Shehzad Tanweer (* 15. Dezember 1982 in Bradford; † 7. Juli 2005 in London) war einer der vier Männer, von denen die Polizei annimmt, dass sie am 7. Juli 2005 einen Terroranschlag auf das Londoner Nahverkehrssystem verübten. Dabei starben mindestens 56 Personen und über 700 wurden schwer verletzt. Die Polizei geht davon aus an, dass die Attacken durch Selbstmordanschläge erfolgten.
Tanweer wird von Scotland Yard als der Mann bezeichnet, der die Bombe in der Circle Line der Londoner U-Bahn zwischen den Stationen Liverpool Street und Aldgate zur Explosion brachte, durch die mindestens sieben Menschen getötet wurden.

## Leben
Shehzad Tanweer wurde in Bradford als Sohn des aus Faisalabad stammenden Mohammed Mumtaz Tanweer und seiner Frau Parveen Akhtar geboren. Sein Vater lebte seit 1984 in Leeds und war dort ein angesehener Geschäftsmann, er betrieb einen Fish-and-Chips-Imbiss. Während seiner Highschool-Zeit galt Shehzad Tanweer als guter Sportler und politisch gemäßigt. Später begann er ein Sportstudium an der Leeds Metropolitan University. Er frequentierte ein islamisches Jugendzentrum in Leeds, in dem er Mohammad Sidique Khan kennenlernte, einen anderen der mutmaßlichen Attentäter.
Im November 2004 reiste er zusammen mit Khan nach Pakistan, wo er eine Madrasa in der Nähe von Lahore besuchte. Dort hielt er sich bis Februar 2005 auf.
Am Tag des Anschlags reiste er zusammen mit Khan, Hasib Hussain und Germaine Lindsay nach London. Dort trennte sich die Gruppe. Tanweer bestieg die U-Bahn Linie 204 in östlicher Richtung, wo er nach Polizeiangaben um 8:50 Uhr eine Bombe zur Explosion brachte, die in einem Rucksack versteckt war. Tanweer kam bei der Explosion ums Leben und wurde anhand von Leichenteilen identifiziert.
In seinem Auto fand die Polizei 16 weitere Bomben. Diese ähnelten denen, die später bei den fehlgeschlagenen Anschlägen des 21. Juli verwendet wurden.